# بنكسية بنتامية
بنكسية بنثامية (الاسم العلمي: Banksia benthamiana) هي نوع نباتي يتبع جنس البنكسية من فصيلة البروطية. سمي هذا النوع نسبةً إلى عالم النبات البريطاني جورج بنتام.